# Forn Hoffmann
El forn circular Hoffmann (en alemany Hoffmannscher Ringofen) és un forns de procés continu per a bòbiles. El forn Hoffmann serveix per a la producció industrial de maons, altres productes ceràmics i com a com a forn de calç. L'any 1858 va ser patentat per l'alemany Friedrich Hoffmann (1818-1900) per a la fabricació de maons. Es coneix com el forn continu o forn circular. Des de 1860 durant una centúria va ser el forn més productiu i eficient, i va respondre l'enorme augment de la demanda de maons. Deu anys després, de la publicació de la parent, ja n'hi havia uns quatre cents a Alemanya i trenta al Regne Unit.

## Principi de funcionament
El forn consta d'un gran cercle o oval amb unes 14 a 20 cambres en les quals es pot mantenir un foc independentment l'un de l'altre, que cou els maons verds secs progressivament. Després del procés de cocció, el foc d'una cambra s'apaga i la següent s'omple de combustible. El foc fa un gir complet en una o dues setmanes. Ventilant les cambres, els maons cuits escalfen l'aire que entra per al foc, que al seu torn permet que es refredi més ràpidament, mentre que els fums d'escapament calents assequen i preescalfen els maons. Les cambres més fresques es troben enfront de les escalfades. Aquí es descarreguen els maons acabats i es torna a omplir la cambra de maons verds.
Se solia tenir foc en tres cambres: en la «precambra» els maons són preescalfats, en la cambra principal té lloc la veritable cocció, i en la «postcambra» començan a refredar-se. Aquest escalfament i refredament gradual, evita que massa maons s'esquerdin.

## Avantatges

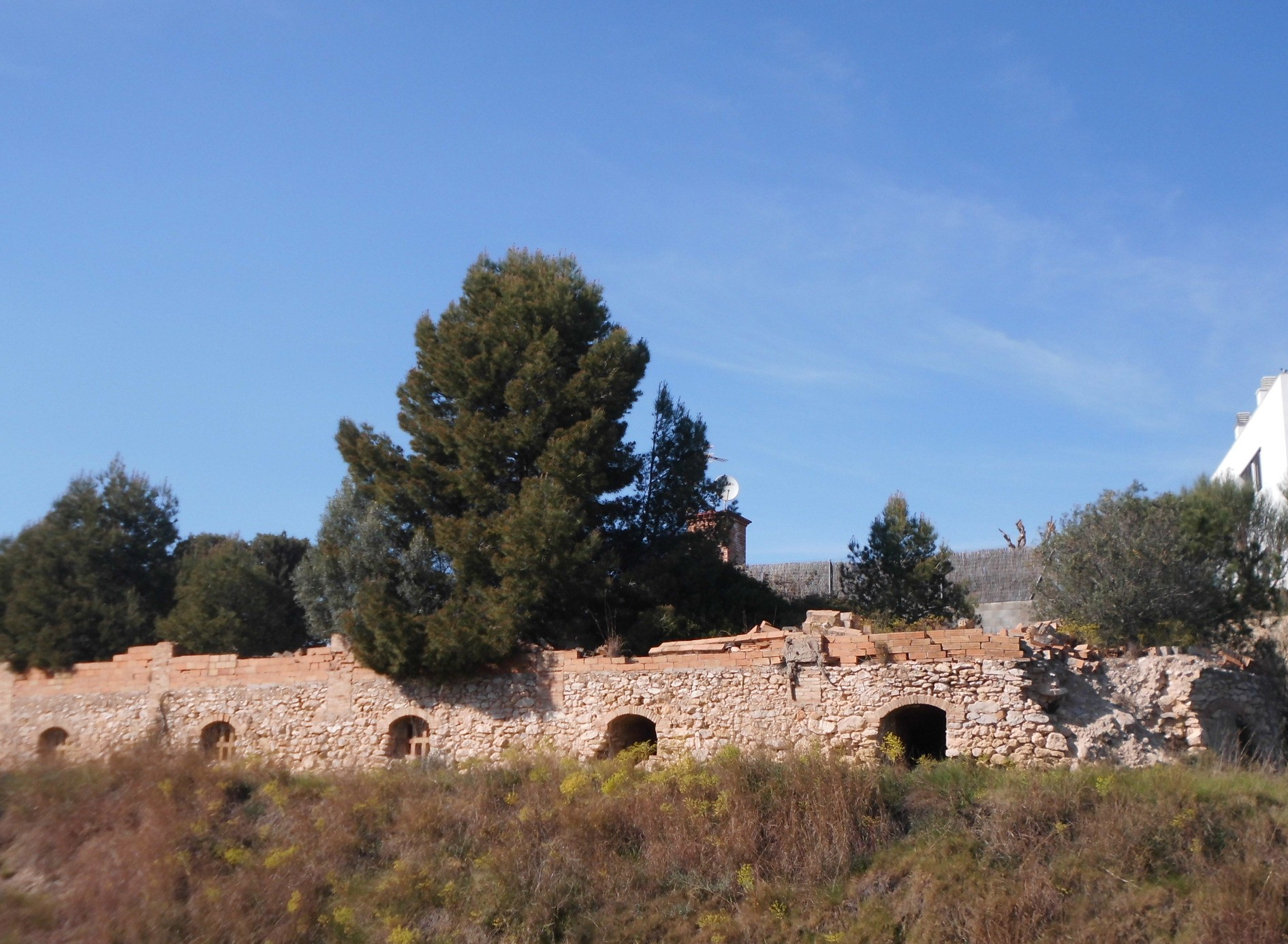
La bòbila circular de Bellamar

En un informe del govern dels Estats Units del 1869 s'estima el cost de fabricar mil maons amb el sistema tradicional a 2,50 dòlars, mentrestant amb el forn Hoffmann n'hi havia prou amb 0,50 dòlars. No només el preu va baixar, la qualitat va augmentar, per l'augment progressiu de la temperatura i el refredament lent. També permet la producció industrial d'objectes decoratius en terracotta.
Aquest concepte era innovador i econòmic, com que el forn va funcionar de manera continua durant tota la temporada. Els forns freds s'omplien de maons crus, els següents es van escalvar amb calor residual, els següents cremaven els maons a una temperatura entre 750 - 1000 °C i després es refredaven poc a poc. Amb aquest procediment circular es podia estalviar fins a 60% de combustible.

## Forns Hoffmann al Països Catalans
- Bòbila de Bellamar, Bé Cultural d'Interès Local[6]
- Rajolar de Bauset a Paiporta, en desús, actualment forma part del Museu de la Rajoleria.
- Bòbila d'en Sugranyes a Reus